# Paul S. Fox
Paul S. Fox, all'anagrafe Paul Samuel Fox (Corunna, 30 settembre 1898 – Los Angeles, maggio 1972), è stato uno scenografo statunitense.
Ebbe 13 nomination all'Oscar alla migliore scenografia vincendo tre volte:
- 1954 per La tunica
- 1957 per Il re ed io
- 1964 per Cleopatra

## Filmografia
- Marito a sorpresa (Holy Matrimony), regia di John M. Stahl (1943)
- Se mia moglie lo sapesse (Everybody Does It) regia di Edmund Goulding (1949)
- Il ventaglio (The Fan), regia di Otto Preminger (1949)
- La tua bocca brucia (Don't Bother to Knock), regia di Roy Ward Baker (1952)
- Le nevi del Chilimangiaro (The Snows of Kilimanjaro), regia di Henry King - decoratore (1952)
- Papà Gambalunga (Daddy Long Legs), regia di Jean Negulesco - decoratore (1955)
- Le piogge di Ranchipur (The Rains of Ranchipur), regia di Jean Negulesco - decoratore (1955)